# Rolnictwo regeneracyjne
Rolnictwo regeneracyjne, rolnictwo węglowe (ang. regenerative agriculture) – model produkcji rolnej, chroniący i odbudowujący grunty rolne i otaczające je ekosystemy.
Początki rolnictwa regeneracyjnego miały miejsce w połowie XX w., kiedy rolnicy (głównie w USA i Australii) zwrócili uwagę na postępujące jałowienie gleb i opracowali szereg zasad mających poprawić jej stan przy zachowaniu opłacalności produkcji rolnej. Z czasem dołączono do teorii rolnictwa regeneracyjnego aspekt klimatyczny, zwracając uwagę, że rolnictwo odpowiada za ⅓ światowego wykorzystania ziemi, a produkcja żywności wiążę się z emisją gazów cieplarnianych, która stanowi 15% całkowitej emisji związanej z działalnością człowieka.
Celem tego podejścia jest podnoszenie żywotności gleby, zwiększające jej potencjał do wychwytywania z atmosfery dwutlenku węgla i poprawiające ilość oraz jakość plonów, pozwalając zmniejszać ilość zużywanych nawozów i środków ochrony roślin. Całość zabiegów rolnictwa regeneracyjnego redukuje negatywny wpływ rolnictwa na środowisko lub może mieć nawet pozytywny wpływ na środowisko za sprawą odbudowy gruntów rolnych i otaczających je ekosystemów, a także zwiększenia składowania węgla w glebie i zmniejszenia jego emisji. Zlecony przez Międzynarodowej Unii Ochrony Przyrody i High Level Champions ramowej konwencji Narodów Zjednoczonych w sprawie zmian klimatu raport nt. rolnictwa regeneracyjnego, który zaprezentowano na Climate COP26 w Glasgow, przedstawił dowody na pozytywny wpływ praktyk rolnictwa regeneracyjnego.
Zasady rolnictwa regeneracyjnego łączą w sobie znane od dawna praktyki tradycyjnego rolnictwa wiejskiego oraz nowoczesne narzędzia i techniki precyzyjnego rolnictwa. Podstawą nowego podejścia do gospodarki rolnej była troska o zachowanie żyzności gleby poprzez m.in. zachowanie zasobów wody glebowej, płodozmian czy niedopuszczanie do spadku zawartości próchnicy w glebie.
W ramach rolnictwa regeneracyjnego stosuje się:
- minimalizowanie lub unikanie uprawy roli[9],
- eliminowanie gołej gleby[9],
- uprawianie różnorodnych gatunków roślin[9],
- retencję wody[9].

Zasady rolnictwa regeneracyjnego możliwe są do zastosowania także w hodowli zwierząt, obejmując m.in. rotacyjny wypas bydła, wzbogacenie pastwisk w różnorodne gatunki ziół, co ma umożliwiać poprawę wzrostu trawy i składu mineralnego gleby, co również przekłada się również na wyższą wydajność zwierząt.
Część praktyk związanych z rolnictwem tego typu jest stosowanych także w rolnictwie zrównoważonym, permakulturze lub rolnictwie ekologicznym. W USA stosowane są dopłaty dla rolników za każdą dodatkową tonę dwutlenku węgla zmagazynowanego glebie.